# 沃倫縣 (愛阿華州)
沃倫县（英語：Warren County）是美国艾奥瓦州中南部的一個縣。面積1,485平方公里。根據2020年美國人口普查，共有人口52,403人。縣治印第安諾拉（Indianola）。該縣成立於1849年，縣名紀念在美國獨立戰爭邦克山戰役中戰死的約瑟·瓦倫。